# Clive Hachilensa
Clive Hachilensa (Lusaka, 17 settembre 1979) è un allenatore di calcio ed ex calciatore zambiano, di ruolo difensore.

## Carriera

### Club
Ha giocato nel campionato zambiano, sudafricano e finlandese.

### Nazionale
Convocato per la Coppa d'Africa 2006 e 2008, ha collezionato 38 presenze con la maglia della Nazionale.